# Maltas flag
Maltas flag er todelt, hvidt og rødt. I øvre venstre hjørne er et George kors med et rødt omrids. Flaget er et heraldisk flag da farverne hvid og rød er Maltas våbenskjold. Farverne og våbenet går langt tilbage i historien, dog ved man ikke præcist hvor langt tilbage. Det er dog muligt at føre farverne tilbage til normannergreven Roger af Sicilien som skal have haft et skjold delt i hvidt og rødt da han erobrede Malta i 1090. Farverne rød og hvid er også nært tilknyttet Malta gennem Johanniterordenens historie.
St. Georgskorset (George Cross) er en britisk udmærkelse. Hele Maltas befolkning blev i april 1942 givet denne æresbevisningen for deres eksemplariske mod under anden verdenskrig. Maltas flag er unikt ved at det er det eneste nationalflag som har en orden fra et andet land (i dette tilfælde, Storbritannien).
St. Georgskorset har været en del af flaget siden 1943. Oprindelig var det sat på en blå baggrund på både nationalvåbenet og flaget. Dette blev ændret da Malta fik selvstændighed 21. september 1964 og ordenstegnet har siden da stået direkte mod flagdugen kun afgrænset af en smal rød stribe.
Malta fører et koffardiflag som er helt anderledes end nationalflaget. Koffardiflaget består af et rødt felt, helt omgivet af hvide kanter, og på dette et hvidt malteserkors. Orlogsflaget kombinerer elementer fra nationalflaget og koffardiflaget. Det består af Georgskorset i midten af et hvidt felt indrammet af rødt og har fire malteserkors i hvert af hjørnerne.

## Præsidentflag
Maltas præsident førte de første år landet var en republik ikke noget flag. Dette blev dog ændret i 1988 da et præsidentflag blev lavet ved at lægge rigsvåbenet i midten af en blå flagdug hvor fire små malteserkors var placeret i hvert af hjørnerne. Flaget blev indført 13. december 1988.

## Kongelige flag
Dronningens personlige flag for Malta blev indført 31. oktober 1967 før Elizabeth IIs besøg i landet november samme år. Det bestod af nationalflaget med dronning Elizabeth IIs monogram i midten. Flaget udgik da Malta blev til en republik 12. december 1974.
I tiden fra selvstændigheden i 1964 til indførelsen af republikken ti år senere fungerede en generalguvernør som kronens repræsentant i Malta. Denne førte et flag efter samme model som andre generalguvernører i lande hvor den britiske monark er statsoverhoved, det vil sige et blåt flag med en britisk løve over en kongekrone og landets navn på et bånd nederst.